# The Coveted Prize
The Coveted Prize è un cortometraggio muto del 1913 diretto da Dell Henderson.

## Trama
Corteggiata da tre pretendenti, Arabella vorrebbe sposare quello più giovane, il pastore. Al contrario, suo padre favorisce gli altri due, suoi vecchi amici, anziani come lui. L'uomo è irremovibile nella sua scelta: Arabella dovrà sposare per forza uno dei due. Sarà il fratello della ragazza a trovare la soluzione al dilemma.

## Produzione
Il film fu prodotto dalla Biograph Company.

## Distribuzione
Distribuito dalla General Film Company, il film - un cortometraggio di 129 metri - uscì nelle sale cinematografiche USA l'8 maggio 1913. Nelle proiezioni, veniva programmato con il sistema dello split reel, accorpato in un'unica bobina con un altro cortometraggio prodotto dalla Biograph, la commedia Frappe Love.